# Florence Provendier
Florence Provendier, née le 28 octobre 1965 à Saint-Denis, est une femme politique française.
Elle devient députée de la dixième circonscription des Hauts-de-Seine le 17 novembre 2018 en remplacement de Gabriel Attal, nommé au gouvernement.

## Biographie

### Études et carrière professionnelle
Elle est diplômée d’un MBA en management de l'École supérieure des sciences économiques et commerciales (ESSEC) en 1988.
Elle commence sa carrière professionnelle dans une société de conseil aux entreprises, qu'elle poursuit au sein de groupes comme Sodexo et KFC à des fonctions de directrice du développement, du marketing et de la communication, et impulse les démarches RSE dans deux entreprises.
En 2012, elle s'engage professionnellement dans une association de solidarité internationale. Pendant 6 ans elle est directrice générale de l'ONG « Un Enfant Par La Main ». Cette association, membre du réseau international ChildFund Alliance, œuvre pour les droits de l'enfant à travers le monde. 
En 2018, tout en conservant ses activités associatives et humanitaires, elle commence une activité de conseil en stratégie de communication et est ainsi amenée à travailler avec des associations ou des écoles comme l'ESSEC.

### Vie privée
Florence Provendier est mère de deux enfants. 

### Parcours politique
Elle rejoint le mouvement En marche ! en 2016 pour la campagne présidentielle d’Emmanuel Macron.
Suppléante de Gabriel Attal lors des élections législatives de 2017 dans la dixième circonscription des Hauts-de-Seine, elle devient députée le 17 novembre 2018 à la suite de la nomination de celui-ci en qualité de secrétaire d'État auprès du ministre de l'Éducation nationale et de la Jeunesse, Jean-Michel Blanquer.
Elle fait partie du groupe d’études droits de l’enfant et protection de la jeunesse et a déposé une proposition de résolution, adoptée à l’unanimité en 2020, relative à la prise en compte des droits de l’enfant dans les travaux de l’Assemblée nationale. Lors de l’examen du projet de loi relatif à la protection des enfants, elle a notamment fait adopter un amendement afin d'interdire tout placement en structure non spécialisée pour les enfants en situation de handicap.
Commissaire aux Affaires culturelles et à l'Éducation, Florence Provendier a été co-rapporteure de la mission flash sur les quotas de chansons francophones à la radio.

## Détail des mandats et fonctions
- 17 novembre 2018 - 22 juin 2022 : députée de la dixième circonscription des Hauts-de-Seine.

## Décorations
- Chevalier de la Légion d'honneur (2024)[10]